# 伊藤博樹
伊藤 博樹（いとう ひろき、1984年6月4日 - ）は、日本のパフォーマー。本名同じ。東京都国立市出身。

## 略歴
東京都立府中東高等学校を経て代々木アニメーション学院声優タレント科卒業。2002年から芸能活動を開始する（実際には卒業以前にもバラエティー番組への出演経験がある）。
特撮番組や怪獣のデータの知識を生かしたアニメの名シーンを再現するというパフォーマンス芸を持ちネタのひとつとして活動。「うたばん」や「中居正広の金曜日のスマたちへ」において、「ドラゴンボール」、「機動戦士ガンダム」の名シーンの再現を披露して本格的なメディアデビューを果たす。この両番組の出演がきっかけとなり、以降これらのアニメの名シーンを再現するパフォーマンスを主軸にしたアキバ系パフォーマーとして活動。
2006年の元日に放映された「100人目のバカ〜毎日がお正月SP!」において、司会の関根勤よりバカのトップ3に認定される。これは同番組に出演した100人のバカの中で、もっともバカな3人のうちの1人という称号である。あとの二人は、中沢健と増田敬祐。中沢健とは、赤いレッドキングというコンビも組んでいる。だが、コンビとしての活動は最近はほとんどないようでお互いに、ピンでの活動が中心となっている（ただし、コンビとして名乗っていないだけで二人一緒に舞台に立つ機会は多い）。
2007年と2010年に一度ずつ主催ライブを行ったことがある。
2008年よりフリーウェイプロダクションに所属していたが、2011年より山口敏太郎タートルカンパニーに移籍（後に退所）。
最近はアニメ（漫画）キャラの性行為を想像して再現する18禁アニメ再現パフォーマンスや、自身の童貞を捨てた時の再現パフォーマンス等を行い、人気を集めている。
現在は芸能活動を休止し、都内のタクシー会社に勤めている。

## 人物
- 登場の決めゼリフは『スーパーヒーローマニアの伊藤博樹! 人は僕を怪獣記憶男と呼びます!!』。
- アニメの名シーンを再現する持ち芸は基本的に我流だが、路上パフォーマンスの手ほどきを受け、本人は師匠と呼び慕っている漫読家、東方力丸の漫読もベースとなっているらしい。
- 自分も関心のあるジャンル「特撮、アニメ、電車、野球等」以外のオタクに対しては気持ち悪いと思ってしまう傾向も若干あるようで、モーヲタの集団とケンカになりそうになった経験がある。
- 運動神経が良く、フットサルチームにも所属している。また2007年は駅伝にも挑戦している。本人もアニメや特撮よりも野球のほうが好きだと語り、熱狂的なファンである読売ジャイアンツの歴代4番バッターを暗記したと豪語している。
- 鉄道オタクでもあり、2006年に交通博物館が閉館する直前に家族と最後に訪れた際は、幼少より通っていた交通博物館が閉館する寂しさのあまり、鉄道模型を見ながら泣き出してしまったほどの思い入れを見せている。
- 声優、特にアイドル声優には強い関心があり、その3サイズまで記憶しているらしい。
- 「うたばん」において完全メイド宣言と共演したことがきっかけで、同ユニットの在籍するメイドカフェ「@ほぉ〜むカフェ」によく客として来店している。店のスタッフにも気に入られているらしく、2006年のゴールデンウィークから同年の暮れまで、本人自身もアルバイトとして在籍していたことがある。また、店内に用意されたステージでパフォーマーとして活動していた時期もあった。
- 映画クラッシャーカズヨシでは撮影中の事故により足を骨折した酒井一圭の代役を演じている。
- 2009年には一度もテレビに出演することができなくなり、人気の低迷が原因で鬱病になったとブログで告白している。2011年現在、鬱の状態からは回復できているようだ。
- 2010年から3年間、ムード歌謡歌手の宍戸勝の付き人としても活動していた。2012年4月から2014年1月までは宍戸プロデュースの特撮BARクリスタルスカイの名物兼常勤店員としても活躍していた。

## 出演

### テレビ
- 「ぐるぐるナインティナイン」（2002年、日本テレビ）
- 「笑っていいとも!」（2004年、フジテレビ）
- 「100人目のバカ」（2005年、フジテレビ）
- 「うたばん」（2005年、TBSテレビ）
- 「中居正広の金曜日のスマたちへ」（2005年、TBSテレビ）
- 「100人目のバカ〜毎日がお正月SP!」（2006年1月、フジテレビ）
- 「トランスラバー」（2006年、テレビ東京）
- 「爆笑問題のバク天」（2006年、TBSテレビ）
- 「ガチンコ視聴率バトル」（2006年、テレビ朝日）
- 「ニンゲンBOX〜プレミア!新種バカ図鑑〜」（2006年3月、フジテレビ）
- 「ガチンコ視聴率バトル ごほうび特番〜ロバートのここがヘンだよオタクたち〜」（2007年、テレビ朝日）
- 「モテケン」（2007年9月17日,12月24日、テレビ東京）
- 「爆笑問題のナニゲに凄〜い!超人劇場〜明日からこのヒト人気者SP〜」（2008年1月6日、日本テレビ）
- 「カートゥンKAT-TUN」（2008年10月15日・12月3日、日本テレビ）

### インターネットテレビ
- 「溜池Now」（2006年12月、GyaO）「料理の鉄人28号 vol.2」で東方力丸と一緒に漫読披露
- 「Oh!バカちゃんぴおん」（2007年、ミランカ）
- 「週刊インフルエンタ」（2007年、原宿アメブロ放送局）
- 「レイパー佐藤のスペシャル前説」（2007年、GyaOジョッキー）
- 「となりの耳たぶ Vol.8」（2009年、あそび心ネット）
- 「レイパー佐藤のオタク天国」（2009年、あっ!とおどろく放送局）※レギュラー出演

### ラジオ
- 「オセロ中島の黒真珠夫人」（2004年、TBSラジオ）

### 映画
- 「クラッシャーカズヨシ」（2006年）
- 「ギララの逆襲/洞爺湖サミット危機一発」（2008年）
- 「白カラス」（2008年）

### その他
- 映画「最終兵器彼女」オフィシャルサポーター（2006年）